# Crowbar

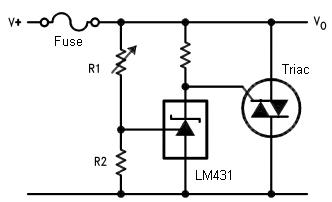
Un circuito crowbar

Una protección crowbar o circuito crowbar es un circuito eléctrico usado para prevenir una condición de sobrevoltaje de una fuente de alimentación que podría dañar el circuito conectado a ésta. Esta protección opera colocando un cortocircuito a través de la fuente de voltaje, como si se lanzara una crowbar a través de los terminales de salida de la fuente de alimentación. Los circuitos crowbar son frecuentemente implementados usando un tiristor (también llamado SCR) como dispositivo de cortocircuito. Una vez disparados, ellos dependen del circuito limitador de corriente de la fuente de alimentación, o si esto falla, de que se funda el fusible.
Un circuito crowbar es distinto de un circuito de enclavamiento en que, una vez disparado, éste reduce el voltaje por debajo del nivel de disparo, usualmente próximo a tierra. Un enclavamiento previene que el voltaje exceda un nivel preestablecido. Sin embargo una protección crowbar no retornará a la operación normal cuando la condición de sobrevoltaje sea subsanada, la alimentación debe ser eliminada por completo para detener la conducción del SCR.
La ventaja del circuito crowbar sobre la del de enclavamiento es que al mantener el voltaje bajo le permite manejar corrientes de falla más altas sin disipar demasiada potencia, que de otra forma causaría sobrecalentamientos. 
- Datos: Q478637
- Multimedia: Crowbar circuits / Q478637